# محمد خال
شیخ محمد خال (به کردی: شێخ محەممەدی خاڵ) (زاده: ۱۹۰۴ در سلیمانیه، کردستان عراق – درگذشت: ۱۵ ژوئیه ۱۹۸۹) قاضی، حقوق‌دان، عالم اسلامی، نویسنده، فقیه و فرهنگ‌نویس کرد اهل کردستان عراق و از نوادگان علامە ملا ابوبکرمصنف چوری میباشد. از آثار برجسته محمد خال می‌توان به تفسیر قرآن به زبان کردی به نام «تفسیر خال»، و فرهنگ لغت کردی-کردی مشهور خود به نام «فرهنگ خال» اشاره کرد.